# Euriphene staudingeri
Euriphene staudingeri är en fjärilsart som beskrevs av Aurivillius 1893. Euriphene staudingeri ingår i släktet Euriphene och familjen praktfjärilar. Inga underarter finns listade i Catalogue of Life.